# متئو پینتون
متئو پینتون (انگلیسی: Matteo Pinton؛ زادهٔ ۹ اوت ۱۹۹۸) بازیکن فوتبال است.